# Хізи
Хізи (біл. Хізы, пол. Chizy, рос. Хизы) — у різний історичний час це околиця, «сільце», а потім село в Святіловічській сільраді Вітківського району (раніше — Хізовської сільради Святіловічського району) Гомельської області Білорусі.
Етимологія назви «Хізи» ймовірно походить від слова «хатини» — скромне житло (у мові його мешканців).
В результаті катастрофи на Чорнобильській АЕС та радіаційного забруднення мешканці (81 сім'я) переселені в 1992 р. в екологічно чисті місця.

## Географія
На півночі і заході Хізи межують з лісом, на півдні — з торф'яним заказником. Цю старовинну шляхетську околицю «Хізи» і утворені від неї селища відрізняли відповідно топографічної карти до 1917 року в Російській імперії:
- № 3885 — околиця Хізи, суспільство міщан з Громик і Хізи, Рогачевський повіт Могильовської губернії, довгота 31.29840 і широта 52.68340[2];
- № 3884 — село Хізи, суспільство селян Хізи, Рєчковський і Громикський православний прихід, довгота 31.30770 і широта 52.67840;
- № 1552 — околиця Гарісти (Гарусти) міщанська, Рогачевський повіт Могильовської губернії, Железнікський православний прихід, довгота 31.2755 і широта 52.7037[3];
- № 3881 — село Хізово, церковна земля Довської волості, Хізовський православний прихід, Рогачевський повіт Могильовської губернії, довгота 30.60930 і широта 53.10000;
- № 3880 село (слобода) Хізово, Хізовська сільська община, Довськ, Хізовський православний прихід, Рогачевський повіт, Могилевської губернії, довгота 30.60930 широта 53.10000;
- № 3879 фільварок Хізов, дворянки Л. М. Черепанової, Рогачевський повіт Могилевської губернії довгота 30.60870 широта 53.10640;
- № 3883 околиця Хізовска Гута, міщани Хізовськой Гути, Рєчковський православний прихід, Гомельський повіт Могилевської губернії довгота 31.23834 широта 52.69583;
- № 3882 село Хізовська Буда, Хізовска община селян, Довськ, Хізовський православний прихід, Рогачевський повіт Могилевська губернія довгота 30.62850 широта 53.12760 .

РозташуванняНа відстані 31 км на північний схід від Вітки, 56 км від Гомеля.
ГідрографіяУ селищі Хізи тече річка Беседь — це притока річки Сож, що впадає в р. Дніпро.

## Транспортна мережа
- На момент 1910 р. — дорога в Рєчковську (Річківську) волость.
- На момент 1927 р. — на відстані 16 верст знаходилася пристань і зупинка пароплава біля містечка Вітка, і ринок (базарний пункт). До м. Гомеля — 40 верст. Зараз — транспортні зв'язки на сільській дорозі, а потім на автомобільній дорозі «Святиловичі-Гомель». Планування складається з майже прямолінійної широкої вулиці. Забудова двостороння, дерев'яна, садибного типу.

## Населення
В околиці Хізи на момент 1927 р. мешкало 167 «великоросів» (серед яких білорусів визнавали пізніше), інших — 4. Велося 171 приватне господарство. Було 379 чоловіків, 423 жінки.
Динаміка
- 1726 р. — 13 димів (домів, оподаткованих дворів)
- 1847 р. — 99 дворів.
- 1868 р. — 107 дворів, 655 жителів.
- 1897 р. — 164 двора, 960 жителів (відповідно перепису населення).
- 1910 р. — 127 дворів (427 чоловіків, 386 жінок)
- 1926 р. — 171 двір, 802 жителя.
- 1959 р. — 465 жителів (згідно перепису).
- 1992 р. — жителі (81 родина) відселені.
- 2010 р. — мешканців немає.

## Історія

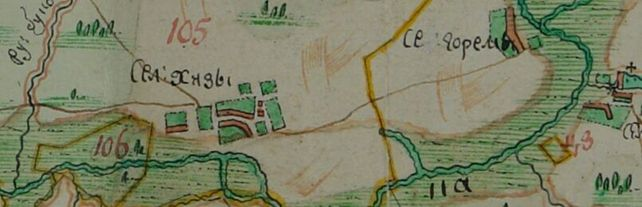
шляхетська околиця Хізи (Хизы) на карті 1783 р. (ВКЛ)

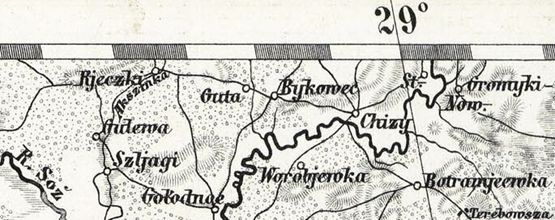
село Хізи (Chizy) на карті 1874 р. (Російська імперія)

Виявлений археологами курганний могильник (10 насипів на відстані 1,2 км на захід від села Хізи, в урочищі «Дєдноє») свідчить про заселення цих місць з давніх часів. Відноситься до Полісся. За часів Київської Русі — це землі племені радимичів. У період панування Речі Посполитої ця околиця Хізи була у володінні відомої «сожской шляхти» (іменованої від річки Сож), котра формувалася поряд з «друтською шляхтою» (від назви річки Друть), з етнічних білорусів.
- За Інвентарем Чечерського староства відома з 1726 роки як околиця Хізи Чечерського староства[4] Річицького повіту Мінського воєводства Великого князівства Литовського провінції Речі Посполитої. У 1726 році околиця Хізи налічувала 13 «димів» (будинків, дворів) бояр Чечерського староства, котрі перебували на «службі першій» (у реєстрі бояр Чечерського староства Хізи були третіми серед інших у першій лінії прикордонної оборони між Великим князівством Литовським та Московією)[5]. І щорічно Хізи платили податок: 200 злотих «гиберни» податі (від бояр, шляхти), що відрізнялася від «тяглової» подушної податі (з селян).
- Після 1-го поділу Речі Посполитої (1772 рік) околиця Хізи — у складі Рогачевського повіту Могилевської губернії Російської імперії.
- Згідно «Економічних приміток Генерального межування» 1783 р. Хізи були шляхетською околицею «спільного володіння»[6] прізвищ: Лапицький, Крупський, Бекаревич, Кунцевич, Авсеєвич, Малиновський, Шелюто[7]. Від 1785 р. — її частиною володів поміщик Домінік Малиновський. Міщанин Лапицький володів у 1831 р. 108 десятинами землі. В утвореному від околиці Хізи селищі Хізов поміщик Черепанов в 1876 р. володів 423 десятинами землі, водяним млином і сукновальнею. Жителі околиці Хізи сповідували християнське віросповідання в греко-католицькій конфесії (уніати), відвідували храм у сусідніх шляхетських околицях Громико і Жєлєзникі, які були примусово переведені після польських повстань в православну конфесію Російської Православної Церкви.
- А в 1835 р. побудована дерев'яна православна церква і в Хізах. Згідно ревізької казки 27 грудня 1864 р. жителі околиці Хізи Крупські утворили поруч околицю Гарусти (Гарісти) та Малків. Згідно Всеросійського перепису населення 1897 р. у Хізах розташовувалася «школа грамоти».
- З 1900 р. це село і околиця в Рєчковській волості Гомельського повіту Могилевської губернії Російської імперії.
- На момент 1910 р. загальне володіння жителями Хізи становило 2753 десятини землі. Жителі Хіз приписані до Громикського православного церковного приходу. До поштово-телеграфної контори в містечку Вітка 20 верст, до волосного правління у Річках — 10 верст.

Жителі села Хізи брали участь Вітчизняній війні 1812 року, у Першій світовій війні і в громадянській війні 1918–1921 рр.. Після знищення Хізовської православної церкви комуністичним режимом жителі села Хізи відвідували церкву у Річках, до примусової ліквідації її церковно-парафіяльної ради «войовничим атеїзмом» в 1920-х роках. У 1926 р. у Хізах працювали лавка, поштовий пункт, початкова школа. Адміністративно з 8 грудня 1926 р. до 1992 р. — це центр Хізово-Гарустовської сільради, з 1927 р. — Хізовської сільради Святіловічського району, з 4 серпня 1927 р. — Вітківського району, з 1935 р. — Святіловічського, з 17 грудня 1956 р. — Вітківського, з 25 грудня 1962 р. — Гомельського, з 6 січня 1965 р. — Вітківського районів Гомельського округу (до 26 липня 1930 р.), з 20 лютого 1938 р. — Гомельської області. У 1929 р. організовано колгосп у Хізах, де працювали 3 вітряні млини (з 1924 р., 1925 р., 1926 р.) і кузня. У 1937–1938 рр. радянських репресій були потерпілі від комуністичного режиму жителі села Хізи. Під час Великої Вітчизняної війни в 1942 р. німецькі окупанти вбили 11 жителів і в 1943 р. спалили половину села. Жителі села взяли активну участь у партизанському русі в 1941–1943 роках. Після 1945 р. у Хізах відновлювали будинки, налагоджували мирне життя. У боях за село загинули 38 радянських солдатів, на пам'ять про загиблих у 1953 р. у центрі села був встановлений обеліск. 73 жителя загинули воюючи на фронтах (призов Святіловічського РВК). У 1959 р. село входило до складу радгоспу «Зарічний» (центр — село Гарусти). У даному селі знаходилися середня загальноосвітня школа, клуб, бібліотека, фельдшерсько-акушерський пункт, відділення зв'язку, 2 крамниці.